# 戸沼智貴
戸沼 智貴（仕名：戸沼ノ智貴、とぬま ともたか、1976年1月1日 - ）は日本の立師（殺陣師）。立廻剣術道場（一社）魂刀流志伎会にて代表を務める。アクションデザイナー、演出家でもある。

## 来歴
神奈川県出身。１９７６年１月１日生まれ。８歳で「剣」に出逢い、少年時代は剣道を修練。その後、演劇を学ぶ中で立廻剣術と出逢う。以降、数々の映像や舞台で経験を積む。同時に音楽活動も行い幾つかのバンドでドラム担当として音源を発表、発売。２００２年、事故により左足下腿切断するも、わずか半年後には義足を付けて舞台出演。音楽活動も再開する。
　現在は、義足の立師（たてし）として演出家、振付家の道に進み、数々の舞台、イベントなどをプロデュースしている。２００８年、「剣」の持つ可能性を広げるために立廻剣術道場《魂刀流志伎会（こんとうりゅうしきかい）》を設立、２０１６年には一般社団法人格を取得し、初代代表理事となる。
　他にも、地域における障害者スポーツの普及発展に寄与する活動を国・県・市の行政機関と協働連携しながら続けている。また、２０１８年には千葉県館山市の「館山ふるさと大使」に任命される。

## 主な経歴
・BS11「八代亜紀のいい歌いい話」にて立廻振付および出演
・東京２０２０パラリンピックの閉会式に映像にてパフォーマンス出演
・映画「シサム」にて所作指導担当
・中京テレビ「ボイメンジャパネスク」にて立廻振付、指導
・スクエアエニックス「ファイナルファンタジー15〜グラディオラス編」モーションバトルスーパーバイザー
・NHK総合「タイムスクープハンター」TV全６シーズン＆劇場版映画の立廻アクション振付および指導
・2015年在インドネシア日本大使館主催「天皇誕生日祝賀レセプション」にて剣舞パフォーマンスを実施
・2016年CIOFFフランス主催「国際モントワールフェスティバル」に日本代表として演舞
・2016年国際交流基金ジャカルタ日本文化センターにて日本文化に関する講演会＆演舞を実施
・朝日新聞2016年1月25日刊号に取材記事掲載
・雑誌「致知」2016年６月号にて記事掲載
・2017年台湾雲林県ランタンフェスティバルに千葉県館山市のシティセールスとして出演、知事表敬訪問
・平成２６年度内閣府青年社会活動コアリーダー育成プログラム障害者支援分野イギリス派遣団員

・文部科学省委託/神奈川県川崎市事業「地域における障害者スポーツ普及促進事業」プロジェクトリーダー